# Exocarpos montanus
Exocarpos montanus là một loài thực vật có hoa trong họ Santalaceae. Loài này được (Stauffer) Baum.-Bod. mô tả khoa học đầu tiên năm 1989.